# 화구

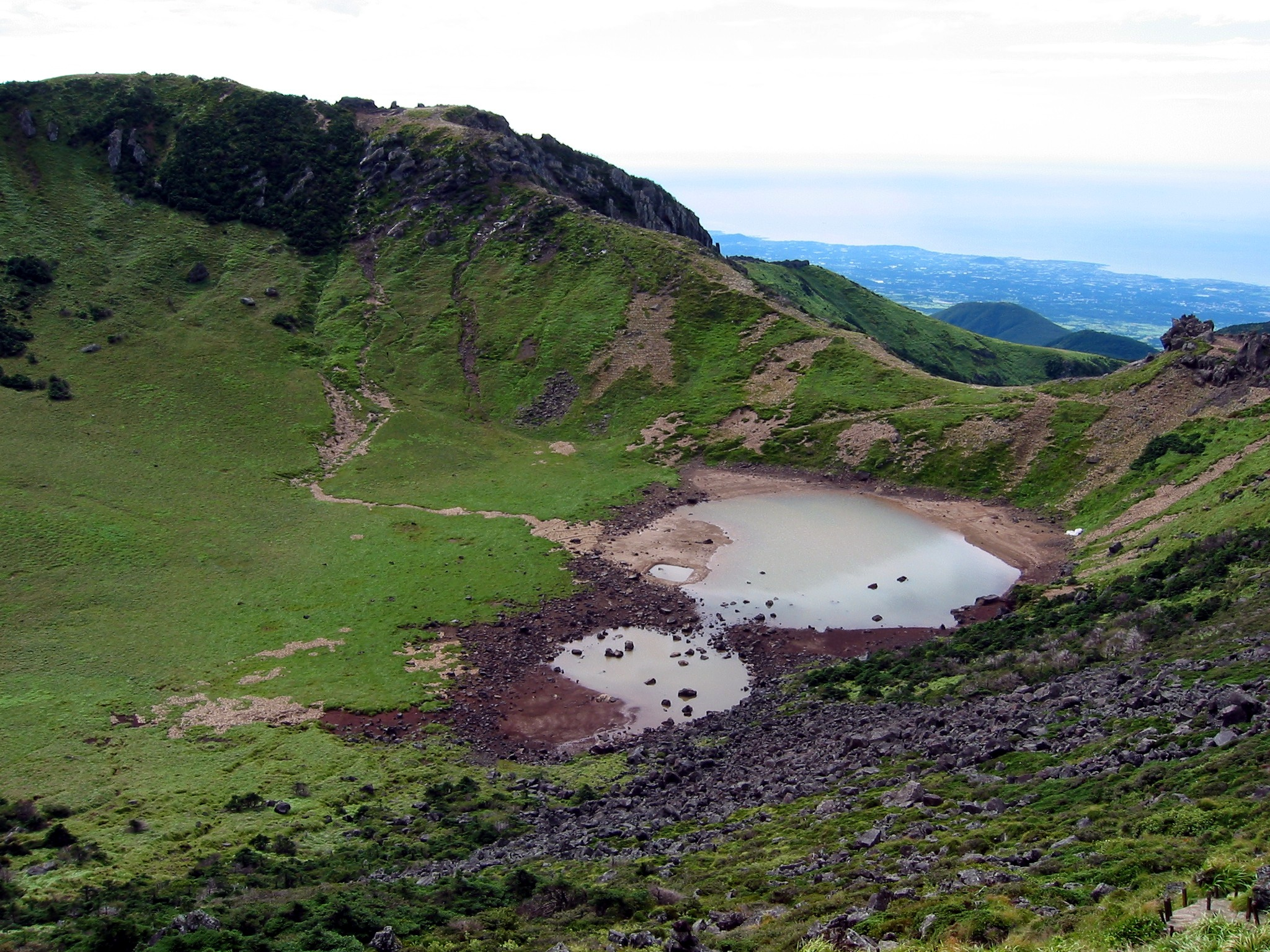
한라산의 백록담

화구(火口)란 지하의 마그마와 화산 가스로 운반된 바위 등의 고체, 액체가 지표로 분출되는 구멍을 말한다. 흔히 사용되는 분화구(噴火口)라는 낱말은 '분출하는 화구'라는 뜻이다.
이와 비슷한 칼데라(caldera)는 화구의 일종으로 화산체가 형성된 후에 대폭발이나 산정부의 함몰에 의해 2차적으로 형성된 분지를 뜻한다.
폭렬화구(爆裂火口)는 격렬한 폭발에 의해 산꼭대기의 화구가 넓어진 것이나 폭발에 의해 산중턱에 생긴 화구를 말한다.

## 화구의 형성과 형상

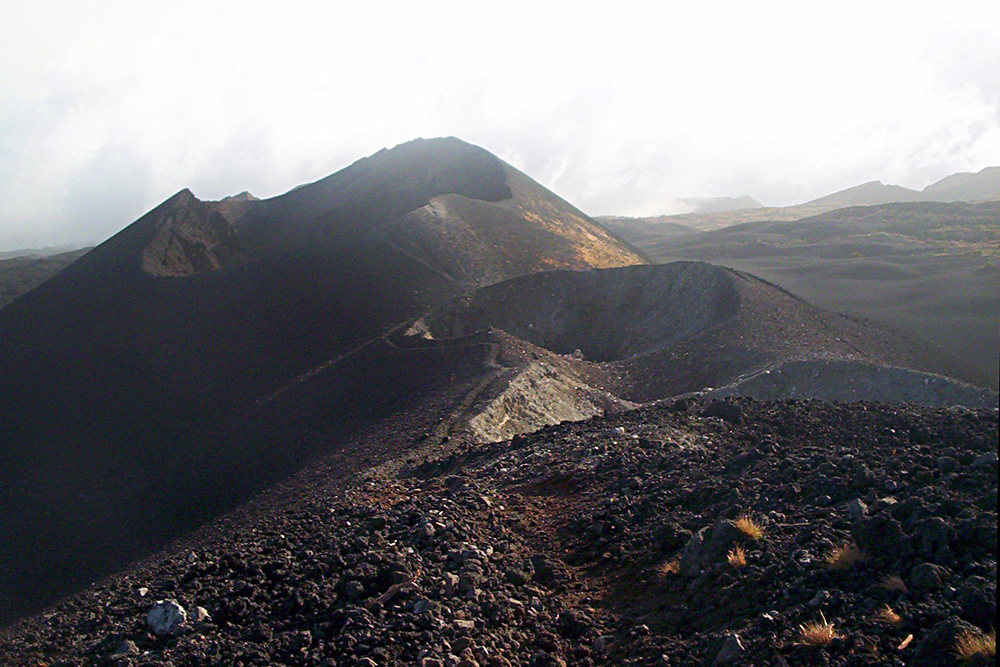
카메룬 산의 화구

화구는 마그마가 지하 깊은 곳으로부터 상승해와 지표로 분출될 때 형성된다. 따라서 화구 밑에는 반드시 마그마의 통로인 화도(火道)가 있다. 일반적으로 원형, 타원형으로 분화 중에는 화도가 연장된 원통형 구멍으로 여겨지지만, 분화가 끝나면 주위의 토사와 암석이 허물어져 절구형의 웅덩이 형태로 많이 변한다. 대체로 지름이 1km를 넘지 않는다.
화구와 달리 칼데라는 화산이 분화될 때 폭발 등으로 인해 화구 주변이 함몰되어 형성된 분지로 지름이 1km가 넘는다.
화구에 물이 고인 것을 화구호라고 한다. 한라산의 백록담이 화구호의 대표적인 예이며, 백두산의 천지는 칼데라호이다.
제주도의 산굼부리는 용암을 거의 분출하지 않고 폭발에 의하여 구멍만 깊숙이 패였으며, 폭발로 인한 물질은 사방으로 던져지고 소량만 주위에 쌓였다. 또한, 화구에 내린 빗물은 화구벽의 현무암 자갈층을 통하여 바다로 흘러나간다. 이런 화구를 마르(Maar)라고 하는데, 한국에서는 산굼부리가 유일하며 세계적으로는 일본과 독일에 몇 개 알려져 있다.

## 화구열

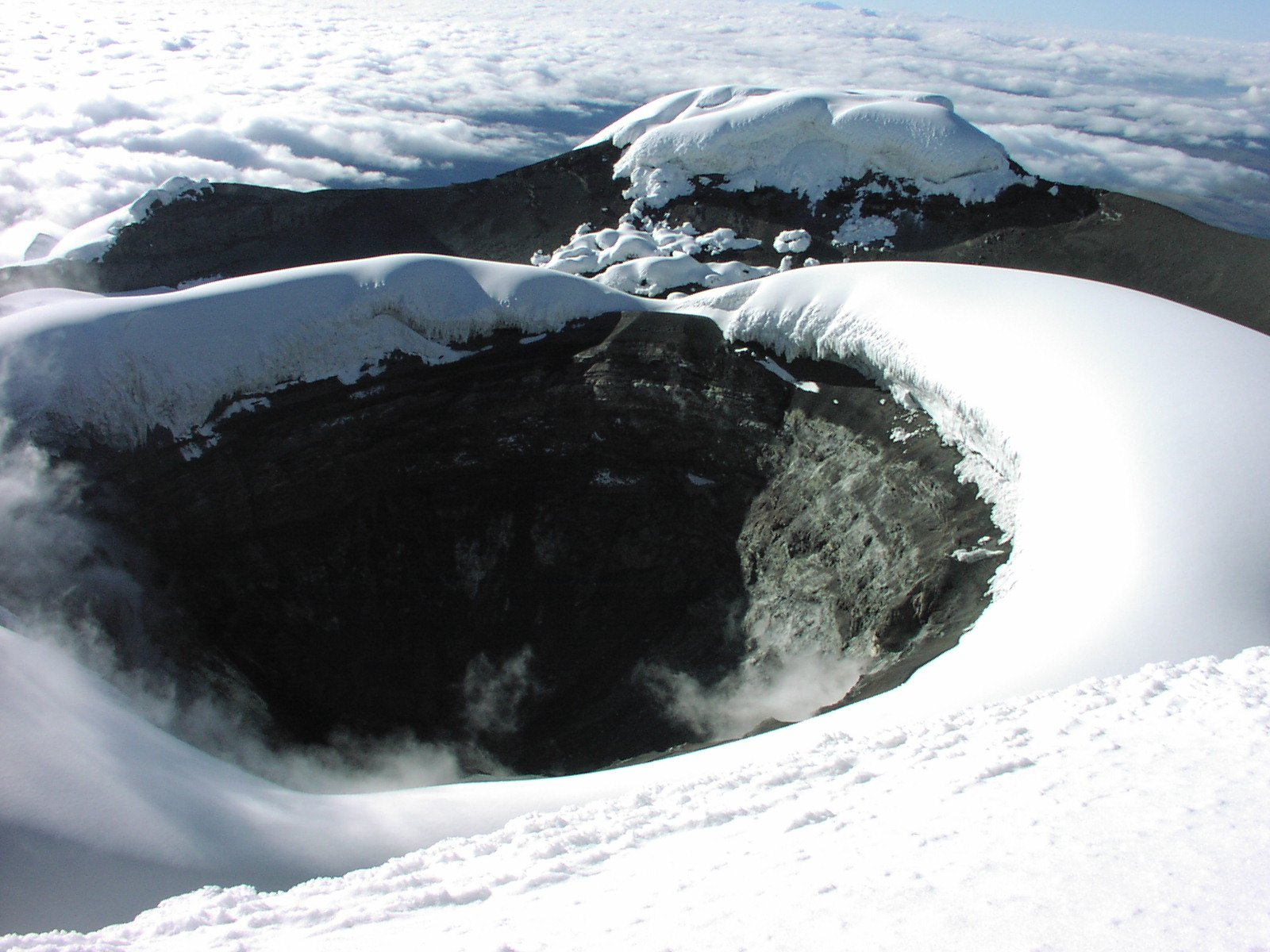
코토팍시 산의 화구

분출로 갈라지는 화구는 직선상의 나란히 생긴 화구열(火口列)로 볼 수 있다. 확인된 것으로는 세계에서 가장 큰 분화구는 캐나다 퀘벡주 북부 웅가바반도의 북서부 지역에 있는 웅가바퀘벡 분화구로 알려져 있다.
1950년 처음으로 알려지기 시작되었으며, 분화구는 지름 3,341m, 깊이 367m에 가장자리의 높이가 101m이다. 구덩이에는 물이 차서 호수를 이루고 있으며, 작은 원형 호수들이 주변을 둘러싸고 있다.
이와 함께 미국 알래스카주 남부에 있는 화산지역에 있는 텐사우전드스모크스 계곡은 화구열로 생긴 대표적인 계곡으로 알려져 있다.
앵커리지 남서쪽으로 425km 떨어진 이 화산지형은 1912년 노바럽타 화산과 카트마이산 화산이 분출하면서 생겼다.
지명은 골짜기 바닥에 있는 수천 개의 분기공(噴氣孔, 연기·가스·증기 등을 뿜어대는 화산의 균열된 틈)에서 비롯되었다.
현재 카트마이 국립공원과 보호구역의 일부로 지정되어 있다.
1912년 6월 6일 알래스카 반도를 뒤흔든 격렬한 지진이 5일간 계속된 끝에 이례적인 거대한 화산폭발이 시작되었고 장장 60시간에 걸쳐 29km3의 화산 분출물이 대기권과 성층권으로 뿜어올랐다.
균열분화의 경우
마그마가 가느다란 기둥의 형상이 아니라 판의 형태(板状)로 올라올 경우 균열분화가 일어나지만, 지표에서는 연속된 균열이 아니라 타원형의 화구가 직선상에 나란한 화구열로 된다.
광역응력장에 영향을 받는 경우
지각은 플레이트의 움직임에 따라 응력을 받기 때문에 균열이 일어나기 쉬운 방향과 어려운 방향이 있다. 화구도 이런 영향을 받아 균열이 일어나기 쉬운 방향으로 배열되는 경향이 있다. 이런 경우, 화구들의 간격은 균열분화의 화구열보다도 멀리 떨어져 있다.

## 위험성
지진 활동 등으로 머지않아 분화와 화산쇄설류가 발생할 위험이 있을 수 있고, 유황이 함유된 가스의 분출로 중독사할 우려도 있어 출입을 제한하는 곳도 있다.

## 같이 보기
- 화산
- 분화
- 칼데라
- 산굼부리
- 하논 분화구
- 벤보 분화구
- 파눔 분화구